# 故郷へかえりたい
「故郷へかえりたい」（ふるさとへかえりたい、英: Take Me Home, Country Roads）は、アメリカ合衆国のポピュラー・ソング。日本語によるカバーなどでは、タイトルを「故郷へ帰りたい」、「カントリー・ロード」とすることもある。
ジョン・デンバーの歌唱で1971年に発売され、ビルボードで全米2位の大ヒットとなった。作詞・作曲は、ジョン・デンバー、ビル・ダノフ（Bill Danoff）、タフィー・ナイバート（Taffy Nivert）による共作。
現在では多くのミュージシャンによってカバーされているが、オリジナルのサビのリフレインの1語（Now）が喪失している。

## 概要
ジョン・デンバーの代表曲の一つであり、歌詞に繰り返しウェストバージニア州が登場することから、同州の代名詞的な楽曲ともなっている。2014年に公式にウェストバージニア州の4番目の州歌となった。
ただし、歌詞にあるブルーリッジ山脈はウェストバージニア州を通っておらず、シェナンドー川もわずかにかかるだけで、そのほとんどは隣のバージニア州を流れている。これは、デンバーらがそのことを知らずに制作してしまったことに由来すると言われるが、ウェストバージニア州内でも、ハーパーズ・フェリーからは、実際にブルーリッジ山脈とシェナンドー川の両方を一望できることをファンに教えてもらい驚いたという。
Jリーグ、ベガルタ仙台のサポーターが公式戦でフェアプレーフラッグと選手入場時にこの曲を歌う。
ラグビーワールドカップ2019の時には、ラグビー日本代表がチームの結束のために替え歌「ビクトリーロード」を用いて話題となった。
2023年4月12日、アメリカ議会図書館より、永久保存録音物として全米録音資料登録簿へ登録されることが発表された。

## オリビア・ニュートン＝ジョンのカバー
オリビア・ニュートン＝ジョンによるカバーは1974年のアルバム『レット・ミー・ビー・ゼア』収録。イギリスでは1973年1月13日付の全英シングルチャートで最高位の15位にランクインした。1976年には日本でもシングルカットされ、オリコン洋楽チャートで1976年11月29日付から15週連続1位を獲得。オリコン総合チャートでの最高位は1977年1月17日付の6位。オリビアのバージョンはTBS系列『おはよう700』内コーナー「キャラバンII」テーマ曲、『耳をすませば』のオープニング曲としても用いられた。

## その他のカバー
- 田中星児 - 「カントリー・ロード〜故郷へ帰りたい」（詞：岡田冨美子）。TBSテレビ『おはよう700』主題歌。シングルレコードとして発売。
- チェリッシュ - 「故郷へ帰りたい」（詞：麻生たかし）、1971年のアルバム『なのにあなたは京都へゆくの』に収録[9]。
- ロレッタ・リン - 1971年のアルバム『You're Lookin' at Country』に収録。
- リン・アンダーソン - 1971年のアルバム『How Can I Unlove You』に収録。
- スキータ・デイヴィス - 1972年のアルバム『Bring It on Home』に収録。
- レイ・チャールズ - 1972年のアルバム『 A Message from the People』に収録[10]。
- トゥーツ・アンド・ザ・メイタルズ - 1975年のアルバム『Funky Kingston』に収録。「West Virginia」が「West Jamaica」になるなど、原曲歌詞からのアレンジが目立つ。
- ブレンダ・リー - 1977年のアルバム『Just for You - Something Nice』に収録。
- キャンディーズ - 「TAKE ME HOME, COUNTRY ROADS」。1977年、『キャンディーズ1+1⁄2〜やさしい悪魔〜』収録。オリビア版アレンジをベースにしたカヴァー。
- 尾崎紀世彦 - 1979年のアルバム『尾崎紀世彦 ポピュラーアルバム』に収録。
- リッキー・ホイ - 香港の俳優。広東語カヴァー『我的家』を、1980年のアルバム『銭作怪』に収録。
- 加山雄三×前田亘輝×德永英明 - 1990年3月25日放送の『ミュージックフェア』1300回記念で、山本安見の訳詞により歌われた[11]。
- イズラエル・カマカヴィヴォオレ - 「Take Me Home Country Roads」。1993年、『Facing Future』に収録。ウクレレ用に編曲されている。
- 本名陽子 - 「カントリー・ロード」（詞：鈴木麻実子、宮崎駿）（1995年）
  - 映画『耳をすませば』の挿入歌並びにエンディング主題歌として用いられた。英語詞の和訳ではなくオリジナルの日本語歌詞。同バージョンの詳細、および同歌詞によるカバー・バージョンについては「カントリー・ロード (本名陽子の曲)」を参照。
  - 同映画の作中には、主人公の雫が作詞したという設定で「コンクリート・ロード」という別の替え歌も登場する。
- 135 (バンド) - 「テイク・ミー・ホーム・カントリー・ロード」。1998年2月4日、『COVERS SPECIAL』収録。上記「耳をすませば」版とは異なる日本語カバー。
- 井上喜久子 - 「故郷へ帰りたい」。1998年11月21日、『ダンシング・クィーン』収録。上記「耳をすませば」版とは異なる日本語カバー。
- GOING UNDER GROUND - 2001年、「かよわきエナジー～Take Me Home,Country Roads」
- もしツアオールスターズ - 2004年、「カントリー・ロード」（詞：松井五郎）
  - フジテレビ『もしもツアーズ』エンディングテーマ。
- 小野リサ - 2006年のアルバム『Jambalaya - Bossa Americana』に収録。
- 羊毛とおはな - 2008年、「カントリーロード」（詞：高橋広雄）。『LIVE IN LIVING '08』に収録。
- 難波章浩-AKIHIRO NAMBA- - 2011年、「TAKE ME HOME,COUNTRY ROADS」。アルバム『PUNK ROCK THROUGH THE NIGHT』に収録。
- go!go!vanillas - 2017年、シングル「平成ペイン」収録。
- ゲーム『Fallout 76』の挿入曲（2018年）
- ラテラル・ブルー - 2019年のアルバム『Go Your Own Way - A Bluegrass Tribute to the 70s』に収録。
- コレナンデ商会（NHK Eテレの音楽人形劇番組） - 2020年発売のアルバム『ちょっと行ってきます』に収録。ジェイ、ブルブル、キーウィ、ターキーがカバーしている。ジェイとブルブルがハーモニカを、キーウィはドラムを、ターキーはコントラバスを演奏している。
- Yellow Studs - 2021年のカバーアルバム『brand new old days』に収録。

## オマージュ
- マシン・ガン・ケリー - 2024年7月26日に、ジェリー・ロール、プロデューサーにトラヴィス・バーカーを迎えた「Lonely Road」をリリースした。歌詞とメロディーに、この曲へのオマージュがされている。